# Portella de Morens
La Portella de Morens és una collada d'alta muntanya dels contraforts orientals del Massís del Canigó, a 2.380,2 metres d'altitud, al límit dels termes comunal de Mentet, de la comarca del Conflent, a la Catalunya del Nord, i municipal de Setcases, de la del Ripollès.
Està situada a l'extrem sud del terme de Mentet i al nord del de Setcases. És al nord-oest del Puig de Coma Ermada i al sud-est del Pic de la Dona.